# Флавоноли

Флавонольне ядро, вказано положення замісників.

Флавоноли — органічні речовини, які належать до класу флавоноїдів, мають 3-Гідроксифлавоновий скелет (назва згідно IUPAC: 3-гідрокси-2-фенілхромен-4-он). Їх різноманітність випливає з різного положення фенольної -OH групи. Відрізняються від флаванолів — геть іншого класу флавоноїдів, таких, як катехін.
Флавоноли присутні у широкому асортименті фруктів і овочів. У Західній культурі очікуване споживання флавонолів становить 20-50 мг на добу. Індивідуальне споживання залежить від типу споживаної їжі.
Феномен подвійної флуоресценції (завдяки збудженому стану внутрішньомолекулярного перенесення протона) індукується таутомерією флавонолів (і їх глюкозидів) і може надавати рослинам  УФ захисту і кольору квітам.
Крім того, що флавоноли, як підклас флавоноїдів, рекомендуються для дослідження, на прикладі журавлинного соку, в якому флавоноли грають свою роль разом із проантоціанідинами, здатні блокувати бактеріальну адгезію, про що свідчить зменшення фімбрії бактерії E. coli у сечових шляхах, що значно зменшують здатність цих бактерій залишитися і розвивати інфекцію. Флавоноїдні аглікони у рослинах є потужними антиоксидантами, які служать для захисту рослин від активних форм кисню (АФК).

## Флавоноли
| Назва            | Назва згідно IUPAC                                                | 5    | 6    | 7    | 8    | 2' | 3'   | 4'   | 5'   | 6' |
| ---------------- | ----------------------------------------------------------------- | ---- | ---- | ---- | ---- | -- | ---- | ---- | ---- | -- |
| 3-Гідроксифлавон | 3-гідрокси-2-фенілхромен-4-он                                     | H    | H    | H    | H    | H  | H    | H    | H    | H  |
| Азелатин         | 2-(3,4-дигідроксифеніл)-3,7-дигідрокси-5-метоксихромен-4-он       | OCH3 | H    | OH   | H    | H  | H    | OH   | OH   | H  |
| Галангін         | 3,5,7-тригідрокси-2-фенілхромен-4-он                              | OH   | H    | OH   | H    | H  | H    | H    | H    | H  |
| Госипетин        | 2-(3,4-dihydroxyphenyl)-3,5,7,8-tetrahydroxychromen-4-one         | OH   | H    | OH   | OH   | H  | OH   | OH   | H    | H  |
| Ізорамнетін      | 3,5,7-тригідрокси-2-(4-гідрокси-3-метоксифеніл)хромен-4-он        | OH   | H    | OH   | H    | H  | OCH3 | OH   | H    | H  |
| Каемферид        | 3,5,7-тригідрокси-2-(4-метоксифеніл)хромен-4-он                   | OH   | H    | OH   | H    | H  | H    | OCH3 | H    | H  |
| Каемферол        | 3,4',5,7-тетрагідрокси-2-фенілхромен-4-он                         | OH   | H    | OH   | H    | H  | H    | OH   | H    | H  |
| Кверцетин        | 3,3',4',5,7-пентагідрокси-2-фенілхромен-4-он                      | OH   | H    | OH   | H    | H  | OH   | OH   | H    | H  |
| Міріцетин        | 3,3',4',5',5,7-гексагідрокси-2-фенілхромен-4-он                   | OH   | H    | OH   | H    | H  | OH   | OH   | OH   | H  |
| Морін            | 2-(2,4-дигідроксифеніл)-3,5,7-тригідроксихромен-4-он              | OH   | H    | OH   | H    | OH | H    | OH   | H    | H  |
| Натсудаідаін     | 2-(3,4-Диметоксифеніл)-3-гідрокси-5,6,7,8-тетраметоксихромен-4-он | OCH3 | OCH3 | OCH3 | OCH3 | H  | H    | OCH3 | OCH3 | H  |
| Пакиподол        | 5-гідрокси-2-(4-гідрокси-3-метоксифеніл)-3,7-диметоксихромен-4-он | OH   | H    | OCH3 | H    | H  | OCH3 | OH   | H    | H  |
| Рамназин         | 3,5-дигідрокси-2-(4-гідрокси-3-метоксифеніл)-7-метоксихромен-4-он | OH   | H    | OCH3 | H    | H  | OCH3 | OH   | H    | H  |
| Рамнетин         | 2-(3,4-дигідроксифеніл)-3,5-дигідрокси-7-метоксихромен-4-оне      | OH   | H    | OCH3 | H    | H  | OH   | OH   | H    | H  |
| Фісетин          | 3,3',4',7-тетрагідрокси-2-фенілхромен-4-он                        | H    | H    | OH   | H    | H  | OH   | OH   | H    | H  |

## Глікозиди флавонолів
| Назва          | Аглікон   | 3          | 5 | 6 | 7            | 8         | 2' | 3'           | 4'           | 5' | 6' |
| -------------- | --------- | ---------- | - | - | ------------ | --------- | -- | ------------ | ------------ | -- | -- |
| Азалеїн        | Азелатин  | Rha        |   |   |              |           |    |              |              |    |    |
| Амурензин      | Каемферол |            |   |   | Glc          | tert-amyl |    |              |              |    |    |
| Астрагалін     | Каемферол | Glc        |   |   |              |           |    |              |              |    |    |
| Гіперозид      | Кверцетин | Gal        |   |   |              |           |    |              |              |    |    |
| Ізокверцетин   | Кверцетин | Glc        |   |   |              |           |    |              |              |    |    |
| Ікаріїн        | Каемферид | Rha        |   |   | Glc          | tert-amyl |    |              |              |    |    |
| Каемферитрин   | Каемферол | Rha        |   |   | Rha          |           |    |              |              |    |    |
| Кверцитрин     | Кверцетин | Rha        |   |   |              |           |    |              |              |    |    |
| Ксанторахамнін | Рамнетин  | трисахарид |   |   |              |           |    |              |              |    |    |
| Міріцетрин     | Міріцетин | Rha        |   |   |              |           |    |              |              |    |    |
| Робінін        | Каемферол | Robinose   |   |   | Rha          |           |    |              |              |    |    |
| Рутин          | Кверцетин | Rutinose   |   |   |              |           |    |              |              |    |    |
| Спіраеозид     | Кверцетин |            |   |   |              |           |    |              | Glc          |    |    |
| Троксерутин    | Кверцетин | Rutinose   |   |   | гідроксиетил |           |    | гідроксиетил | гідроксиетил |    |    |

## Взаємодія із ліками
Флавоноїди впливають на активність CYP (Р450). Флавоноли є інгібіторами СУР2С9 та СУР3А4, які є ферментами, які метаболізують більшість ліків в організмі.